# 拉姆普拉
拉姆普拉（Rampura），是印度中央邦Neemuch县的一个城镇。总人口17761（2001年）。

## 人口
该地2001年总人口17761人，其中男性9223人，女性8538人；0—6岁人口2490人，其中男1299人，女1191人；识字率63.97%，其中男性为74.59%，女性为52.51%。